# 荒川友康
荒川 友康（あらかわ ゆうこう、1970年5月2日 - ）は、千葉県出身のサッカー指導者。

## 来歴
1993年より、アルゼンチンへ渡り、2001年秋に帰国。翌年、2002日韓ワールドカップではアルゼンチン代表チームにリエゾンとして帯同する。その後、滝川第二高校での指導を経て、2005年からジェフユナイテッド千葉の下部組織などでコーチを歴任した。
2011年、FC町田ゼルビアへ移り、2012年はトップチームのコーチを務めた。2013年、京都サンガF.C.に移り、U-15監督を経て、翌2014年、京都サンガF.C.トップチームのコーチに就任。同年6月、バドゥ監督解任に伴い、トップチームを離れ普及部コーチに就任した。
2016年は、CTGスポーツクラブ、2017年からは、FCトレーロスへ移りジュニアユースを担当した。
2023年、岡崎慎司が理事を務めるFC BASARA HYOGOのトップチームの監督に就任した。

## 指導歴
- 1999年 - 2001年  デフェンソーレス・デ・ベルグラーノ コーチ、 CAプラテンセ コーチ
- 2002年 - 2004年 滝川第二高等学校サッカー部 コーチ
- 2005年 - 2010年  ジェフユナイテッド市原・千葉
  - 2005年 - 2009年 育成部 コーチ
  - 2010年 レディース育成部 コーチ
- 2011年 - 2012年  FC町田ゼルビア
  - 2011年 育成部 コーチ
  - 2012年 トップチーム コーチ
- 2013年 - 2015年  京都サンガF.C.
  - 2013年 U15 監督
  - 2014年 - 同年6月 トップチーム コーチ
  - 2014年7月  普及部 コーチ
  - 2015年 U13監督
- 2016年 CTGスポーツクラブ
- 2017年 - 2022年 FCトレーロス ジュニアユース コーチ・監督
- 2023年 -  FC BASARA HYOGO 監督